# Noches lúgubres
Noches lúgubres es una obra del escritor José Cadalso, publicada por entregas en Correo de Madrid (o de los ciegos), entre diciembre de 1789 y enero de 1790. Casi dos siglos después, en los años 1950, apareció reunida en edición de E. F. Hermann, y en 1961, Nigel Glendinning dio a conocer una copia manuscrita fechada en torno a 1775, existente en el Museo Británico. Tanto el manuscrito londinense como las primeras seis ediciones constan de tres noches, la última inconclusa. En la edición de 1815 se incluye el final de la tercera noche, obviamente apócrifo. En ediciones posteriores apareció una cuarta noche. Un sector de la crítica considera esta obra introductora del prerromanticismo en la literatura española.

## Estructura y argumento
Las «Noches» son tres, en forma aparente de diálogo, aunque predominan los parlamentos o soliloquios del protagonista, Tediato. Todas empiezan con un monólogo de Tediato y terminan con reflexiones del mismo protagonista en respuesta a Lorenzo.
En la primera, el propósito del protagonista, Tediato, es un acto sacrílego: exhumar el cadáver de su amada, profanando el templo, para llevárselo a su domicilio y suicidarse posteriormente incendiando la casa. Compra la colaboración del sepulturero, Lorenzo, quien obra así movido por la necesidad. La llegada del sol les impide culminar el proyecto, que aplazan para una nueva noche.
En la segunda noche, al llegar al templo, se le acerca arrastrándose un desconocido al que han herido mortalmente, muriendo al poco tiempo asido de su pierna. Debido a esto, Tediato es considerado el autor del delito y conducido a la cárcel para ser ajusticiado. Queda libre en cuanto se descubre al verdadero culpable, y trata de proseguir en su empeño aun cuando sólo queda una hora de oscuridad. A la entrada del templo no encuentra más que a un niño, el hijo del sepulturero Lorenzo quien, antes de conducirle hasta su casa, le refiere la desventura de su familia: acaban de morir su madre, un hermano y su abuelo, además de encontrarse otros tres hermanos en grave estado. Además, una hermana suya se había fugado de casa.
En la tercera, Tediato aparece dispuesto a llevar a cabo su propósito y acompañado del sepulturero, que ha tomado conciencia de su desgracia.

## Fama
Las Noches lúgubres gozaron de especial fama en el siglo XIX, sobre todo en los años del romanticismo. El libro conoció numerosas ediciones a pesar de la intervención de la censura y hasta de alguna transitoria prohibición inquisitorial, como el expediente iniciado por la Inquisición de Córdoba; cuya denuncia partió del hecho de que un muchacho, según la versión oficial, por influjo de la lectura de las Noches, maltrataba a sus hermanos y amenazaba con quitarse la vida. El delator, tras el libro, lo denunció por considerar que contenía expresiones escandalosas, peligrosas e inductivas al suicidio, al desprecio de los padres, y al odio general de todos los hombres.

## Leyenda
Documentos epistolares y literarios (cartas de supuestos amigos y las Apuntaciones autobiográficas del propio Cadalso) relatan que el poeta, desesperado ante tan repentina muerte, llegaría a intentar desenterrar a su amada (y lo hubiera conseguido de no ser por la intervención de los criados del Conde de Aranda, amigo y protector de Cadalso en aquellos días).
La leyenda sobre el desatinado propósito del poeta de desenterrar el cadáver de su amada tuvo su origen en una carta de 1791, firmada con las letras «M.A.», que apareció en la edición de 1822 y cuyo título da una idea clara del contenido: «Carta de un amigo de Cadalso sobre la exhumación clandestina del cadáver de la actriz María Ignacia Ibáñez». El morboso y desgarrado episodio quedaría recogido en su obra Noches lúgubres de 1798. También le dedicó poemas en los que la actriz aparece con el nombre de Filis.

"En vano anuncias, verde primavera,
tu vuelta de los hombres deseada,
 
triunfante del invierno triste y frío.

Muerta Filis el orbe nada espera,

sino niebla espantosa, noche helada (...)

De negros lutos me vestí llorando,

y de cipreses coroné mi frente;
 
eco doliente me llevó con quejas

hasta su tumba."
 José Cadalso

Con el tiempo, los estudiosos coinciden en que la leyenda fue orquestada por el propio Cadalso y que no hubo episodios necrófilos sino en su imaginación, estimulada por la pérdida de la que, dicho con sus propias palabras, fue "la mujer de mayor talento que yo he conocido, y que tuvo la extravagancia de enamorarse de mí, cuando yo me hallaba desnudo, pobre y desgraciado".

## Estilo
Los efectos rítmicos de la prosa no sólo se obtienen con la incrustación de algunos endecasílabos, sino y sobre todo con otra serie de unidades rítmicas. A los mismos efectos contribuyen las repeticiones frecuentes y las distribuciones paralelísticas. En cuanto al léxico, parece un repertorio en torno a tres esferas: cadáveres, lámpara, túmulo, trémula, mísero, pálido, pérfido, lúgubre, patíbulo, etc. Por otro lado, al carácter escandaloso de la obra contribuiría la presencia de lo macabro: los detalles macabros de la exhumación, con los gusanos de la tumba cubriendo el pie de Tediato, o la propuesta a Lorenzo de que cave un hoyo muy grande para asesinar en él a sus hijos y suicidarse él mismo.